# Aires Mateus
Aires Mateus és un estudi d'arquitectura portuguès fundat pels germans Manuel Rocha Aires Mateus i Francisco Aires Mateus l'any 1988 a la ciutat de Lisboa. Tots dos graduats en la FA/UTL, a Lisboa, Portugal, en els anys 1986 i 1987 respectivament. Compten amb una extensa obra construïda, majoritàriament al seu país.

## Obra
Influïda per arquitectes portuguesos com Alvaro Siza o Gonçalo Byrne, es caracteritza per dur a terme jocs de volums en els quals és tan important l'espai ocupat com el buit. La llum és un altre dels factors amb major importància dins del seu treball i com aquesta incideix sobre l'obra construïda.
Han participat en la biennal de Venècia en les edicions del 2010, comissionada per David Chipperfield, representant a Portugal i en 2012 convidats per Kazuyo Sejima, en la qual van presentar una instal·lació anomenada Radix.

## Docència
Al cap de pocs anys de constituir l'estudi, van començar la seva labor docent. Manuel Aires Mateus ha treballat com a professor en la Universidade Lusíada de Lisboa des de 1987, en la Universidade Autònoma de Lisboa des de 1998, en la Accademia di Architettura di Mendrisio, a Suïssa, des del 2001 i en la Graduate School of Design de Harvard University, Estats Units, en 2002 i 2005. A més, ha participat com a professor convidat en diferents universitats d'Alemanya, Argentina, Àustria, Bèlgica, Brasil, Canadà, Xile, Croàcia, Eslovènia, Espanya, Estats Units, Anglaterra, Irlanda, Itàlia, Japó, Mèxic, Noruega, Suècia o Suïssa.
Francisco Aires Mateus ha treballat des de 1998 en la Universidade Autònoma de Lisboa, des del 2001 en la Accademia di Architettura di Mendrisio de la Università della Svizzera Italiana, en 2005 en la Graduate School of Design d'Harvard University i en l'Oslo School of Architecture en 2009 com a professor visitant. A més, ha impartit seminaris en altres universitats de l'Argentina, Brasil, Canadà, Xile, Croàcia, Eslovènia, Espanya, Estats Units, Anglaterra, Itàlia, Mèxic, Noruega, Portugal o Suïssa.

## Projectes
- Casa Virginia Ramos Pinto et José Mendonça, Sintra, Portugal, 1992
- Casa Narcís Ferreira, Alcanera, Portugal, 1993
- Casa Doctor Ricardo Arruda, Lisboa, Portugal, 1995
- Casa Doctors Inês Ruela i Manuel Maltês, Lisboa, Portugal, 1995
- Casa Doc Catarina Rocha, Estremoz, Portugal, 1997
- Pavelló inicial del Parque das Naçoes Sul, Lisboa, Portugal, 1998
- Museu de la joguina, rehabilitació Calmi us bombeiros, Sintra, Portugal, 1999
- Alojamentos, Parc dónes Naçoes do Sul, Lisboa, Portugal, 2000
- Casa Barreira Antunes, Grândola, Portugal, 2000
- Residència d'estudiants de la Universitat de Coïmbra, Coïmbra, Portugal, 2001
- Cantina de la Universitat d'Aveiro, Aveiro, Portugal, 2001
- Barrera de peatge, Sao Bartolomeu de Messines, Portugal, 2002
- Casa de la rúa dona Judiaria, Alenquer, Portugal, 2002
- Rectorat de la Nova Universitat de Lisboa, Portugal, 2002
- Casa Ângelo Nobre, Brejos de Azeitão, Portugal, 2003
- Centre cultural, Sines, Portugal, 2005
- Casa Rafael Rodrigues, Grândola, Portugal, 2005
- Aparcament i mirador, Llarg dónes Portes do Sol, Alfama, Lisboa, Portugal, 2005
- Museu do Faro de Santa Marta, Cascais, Portugal, 2007
- Hotel Li Méridien, Dublín, Irlanda, 2007
- Oficines i apartaments, Parc dónes Naçoes do Sul, Lisboa, Portugal, 2007
- Oficines Mar do Orient, Lisboa, Portugal, 2008
- Centre Portugal Telecom, Sant Tirso, Portugal, 2009
- Casa en Leiria, Leiria, Portugal, 2010
- Llar de jubilat RPA, Alcacer do Surt, Portugal, 2010
- Centre de recerca i desenvolupament, Açores, Portugal, 2010
- Casa na Areia, Comporta, Portugal, 2010
- Casa en Lagoa dónes Furnas, Lagoa dónes Furnas, Portugal, 2010
- Cabanas no rio, Comporta, Portugal, 2013

## Reconeixements
- Finalistes premis FAD d'Arquitectura i Interiorisme, 2000
- 1.er Premi Architécti/Arkial Awards, 2000
- 1.er Premi FAD d'Arquitectura i Interiorisme, 2001
- 1.er Premi Luigi Cosenga Awards, 2001
- 1.er Premi II Biennal Iberoarmericana d'Arquitectura, 2001
- 1.er Premi Valmor Prize, 2002
- 1.er Premi RS04 Residència Singular, 2004
- Esment especial del jurat Premis FAD d'Arquitectura i Interiorisme, 2008
- 1.er Premi FAD d'Arquitectura i Intervencions Efímeres, 2010

## Publicacions
- 2G: International Architecture Review Sèries, núm. 28 Aires Mateus, 2004, ISBN  978-8425219450
- El Croquis, núm. 154 Aires Mateus, 2011 ISBN  978-84-88386-63-2